# Nanteuil
Nanteuil é uma comuna francesa na região administrativa da Nova Aquitânia, no departamento de Deux-Sèvres. Estende-se por uma área de 20,62 km². Em 2010 a comuna tinha 1 739 habitantes (densidade: 84,3 hab./km²).